# تيكس ثورنتون
تيكس ثورنتون (بالإنجليزية: Tex Thornton)‏ هو شخصية أعمال أمريكي، ولد في 22 يوليو 1913 في غوري في الولايات المتحدة، وتوفي في 24 نوفمبر 1981 في هولمبي هيلز في الولايات المتحدة.